# 相關不蘊涵因果
相關不蘊涵因果（英語：correlation does not imply causation），又称为相關不代表因果，是科學和統計學經常強調的重要觀念，意思是若兩個事物（統計學上會用變數代表）有明顯的相關時（即當一件事出現，另一件事也出現），不一定表示兩者之間有因果關係。
例如人口增加與交通事故增加具有正相關，不代表兩者有因果關係，尤其不代表人口增加導致更多交通事故增加，而是有其他因素的存在，又如冰淇淋銷售量增加與溺水死亡的人數成正相關，不能推論成冰淇淋會造成溺水，而是因為氣溫升高，買冰淇淋與從事戲水的人數都同時增加，在同樣的概率之下，溺水死亡的人數當然也會增加。若為德州神槍手謬誤、伯克森悖論，甚至無因果關係。

## 相關證明因果
相對地，相關證明因果（英語：correlation proves causation）、與此故因此（拉丁語：cum hoc ergo propter hoc）即是認為當兩變數相關時，必有因果關係，這是一種非形式謬誤。
一個實際的例子是流行病學研究曾發現，接受激素替代療法的婦女，發生冠心病的比率較一般人低，使醫界一度認為激素替代療法有預防冠心病的效果。然而後續的隨機對照實驗顯示，激素替代療法會使冠心病的發生率增加。重新分析資料後發現，接受激素替代療法的婦女社会地位多半較高，她們通常有較好的飲食、運動習慣，因而比較不容易發生冠心病。

## 外部連結
- （英文）NOTES - UCLA 81st FACULTY RESEARCH LECTURE SERIES （页面存档备份，存于）
- （英文）Causal inference in statistics: An overview （页面存档备份，存于）